# Lunnamossen
Lunnamossen este o arie protejată (arie specială de conservare — SAC, sit de importanță comunitară — SCI, arie de protecție specială avifaunistică — SPA) din Suedia întinsă pe o suprafață de 90,1 ha, integral pe uscat.

## Localizare
Centrul sitului Lunnamossen este situat la coordonatele 56°58′04″N 13°33′29″E / 56.9679°N 13.558°E.

## Înființare
Situl Lunnamossen a fost declarat sit de importanță comunitară în iulie 2000 pentru a proteja 4 specii de animale. Alte tipuri de protecție:
- arie de protecție specială avifaunistică (în iulie 2000)[2]
- arie specială de conservare (în martie 2011)[1][3][4]

## Biodiversitate
Situată în ecoregiunea boreală, aria protejată conține 3 habitate naturale: Taiga vestică, Mlaștini turboase de tranziție și turbării mișcătoare, Mlaștini împădurite.
La baza desemnării sitului se află mai multe specii protejate de  păsări (4): ciocănitoare neagră (Dryocopus martius), ploier auriu (Pluvialis apricaria), cocoșul de mesteacăn (Tetrao tetrix tetrix),  cocoș de munte (Tetrao urogallus).